# 贝宁广电办公室

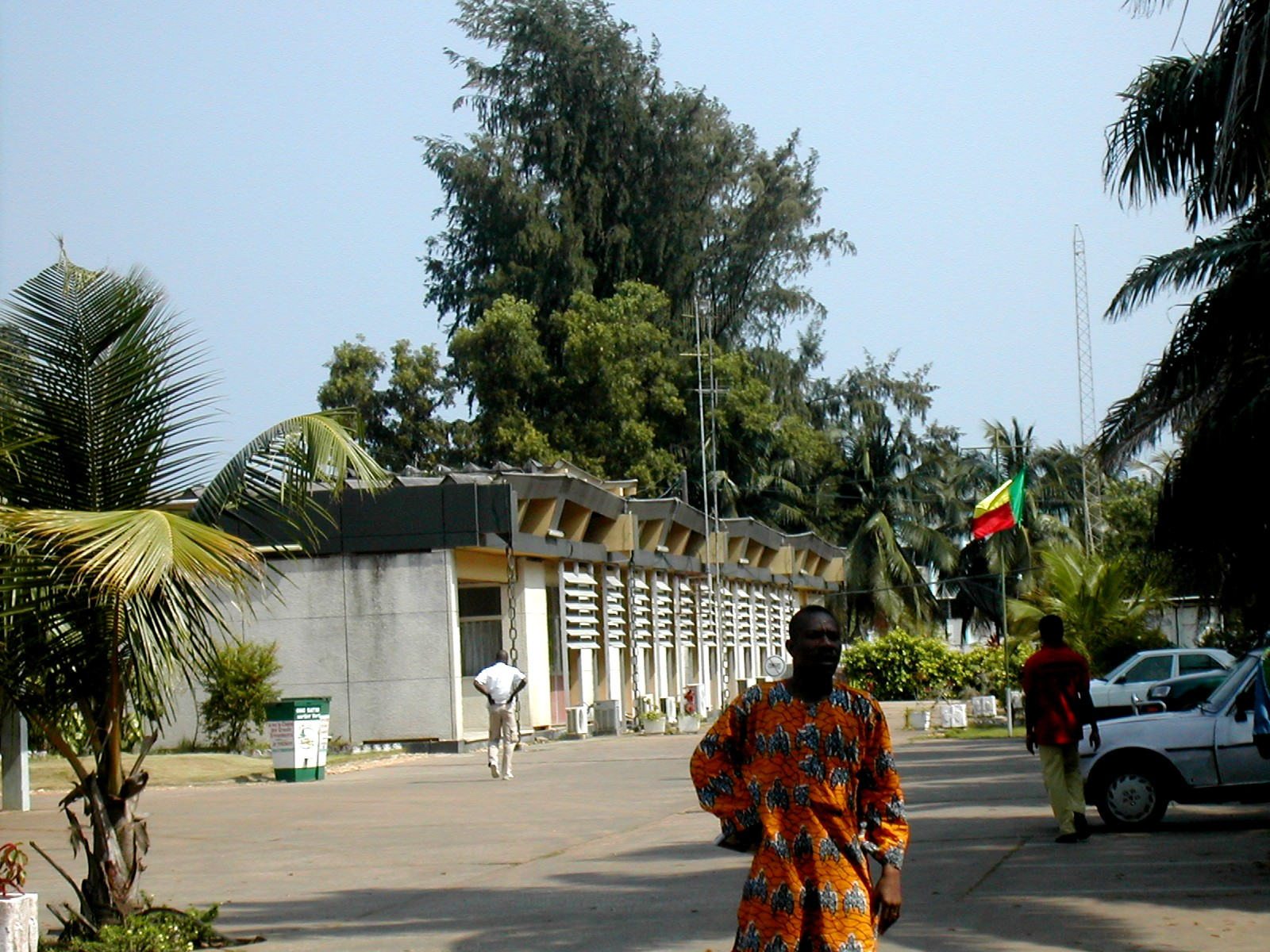
位于科托努的总部

贝宁广电办公室（ORTB）是贝宁的主要地面广播与电视频道运营商，创立于1972年，总部位于科托努。